# Parafia Najświętszej Maryi Panny Nieustającej Pomocy w Kluczach
Parafia Najświętszej Maryi Panny Nieustającej Pomocy w Kluczach – rzymskokatolicka parafia, położona w dekanacie jaroszowieckim, diecezji sosnowieckiej, metropolii częstochowskiej w Polsce. Utworzona w dniu 23 maja 1938 roku przez biskupa kieleckiego Czesława Kaczmarka. Obecnym proboszczem jest ks. Marek Łabuda.